# オリンパス ペン

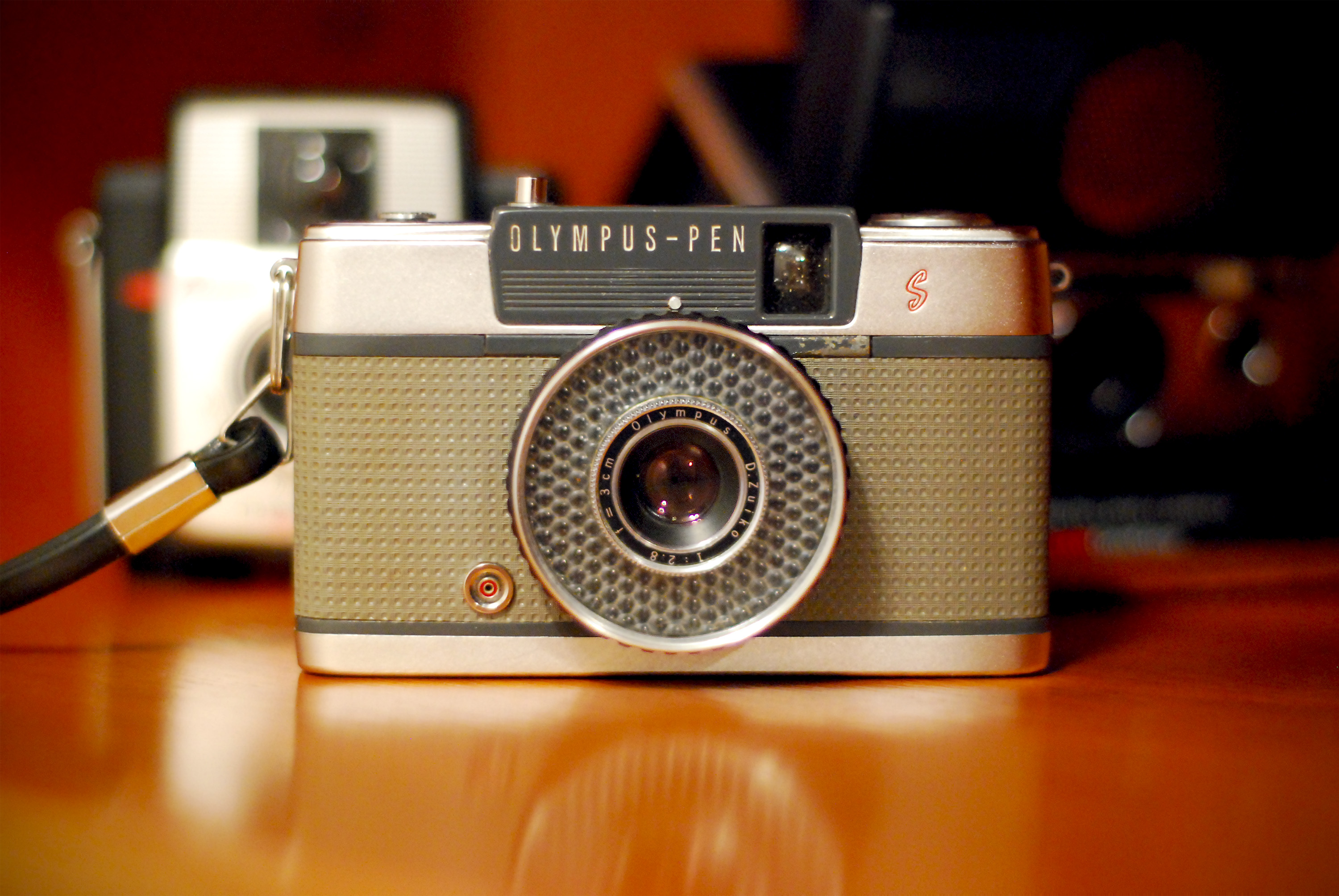
ペン EES

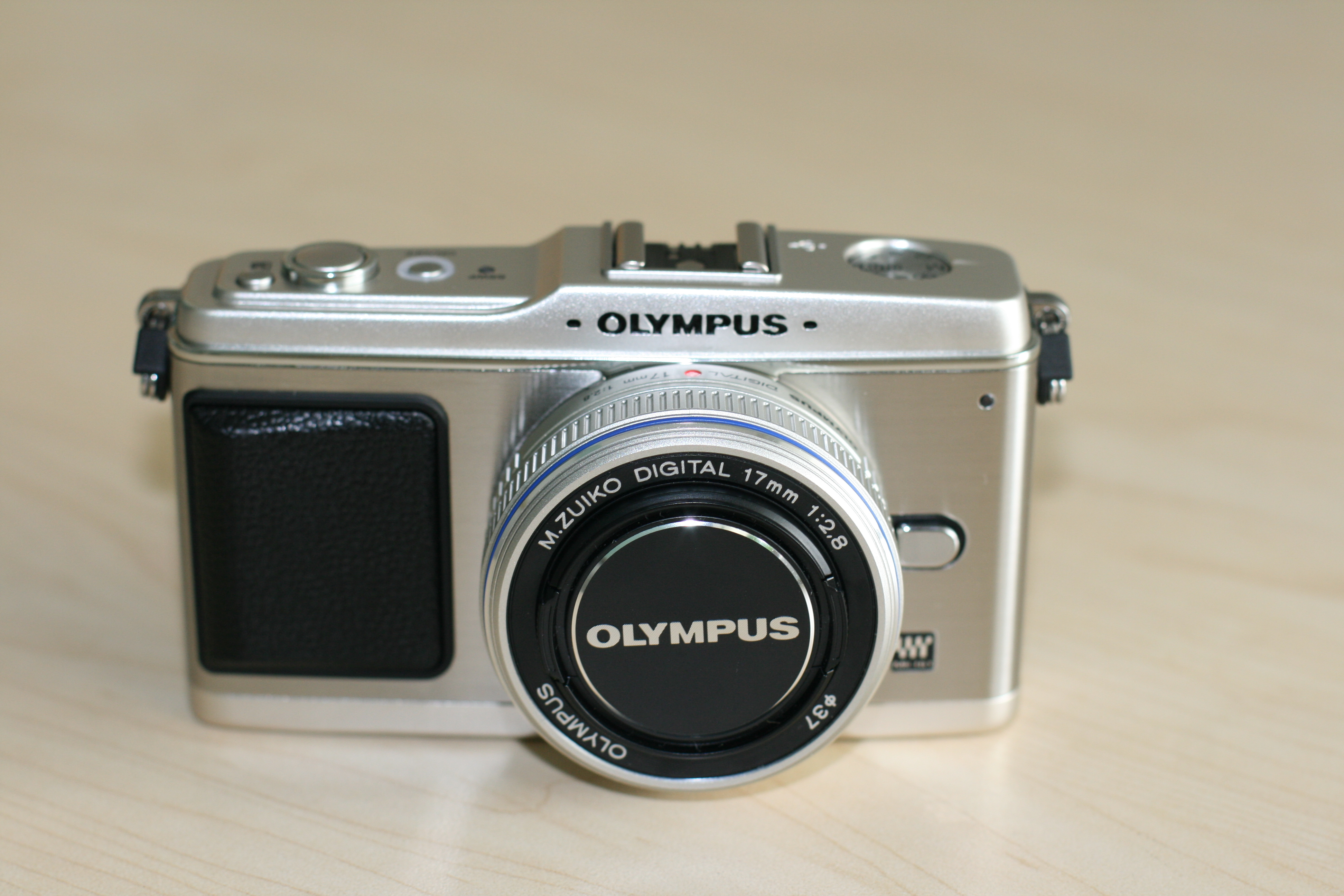
PEN E-P1

オリンパス ペン（Olympus Pen）は、OMデジタルソリューションズ（2020年12月以前はオリンパス映像事業部）が製造・販売するカメラ、およびそのシリーズである。
1959年にハーフサイズカメラとして発売され、その後に派生機種・後継機種が発売されてシリーズ化された。後年には派生シリーズとして一眼レフカメラの「オリンパス ペンF」シリーズが世に出ている。ペン・シリーズは普及型の「ペンEE3」がシリーズで一番のロングセラー機種となり1973年から1986年にかけて約13年間生産・販売され、長期に渡りオリンパスの大衆カメラ需要を担った。
さらに2009年には、本名称を冠したデジタルカメラのシリーズ（後述）も発売している。デジタルカメラ版は厳密にはフィルムカメラ版の派生・後継機種ではないが、フィルム版旧ペンシリーズと同コンセプトの元に、同シリーズを引き継いでいる。
2021年現在、現行の機種はデジタルカメラのシリーズのみとなり、フィルムカメラ（アナログカメラ）のシリーズは販売終了済みとなっている。

## 概要

### ペンと米谷美久
最初の「ペン」が世に出た経緯は、後年、オリンパスの取締役まで務めた技術者の米谷美久が、上司から「6000円で売れるカメラの開発」という課題を与えられたことに始まる。1958年7月1日から設計に着手した。
価格6000円は、当時の日本製カメラとしては相当な低価格設定であり、通常であれば大衆向け製品と割り切ってグレードの低いレンズに簡素なメカニズムの組み合わせとし、性能面ではそれなりに低い水準で妥協しなければならないところであった。だが米谷は、大衆向けカメラであっても安易な妥協設計を採るべきでないと考え、「ライカのサブカメラとして使える小型カメラ」という野心的コンセプトを打ち出した。
ドイツのエルンスト・ライツ社（現ライカ）は第二次世界大戦前から高性能な35mm版カメラの「ライカ」を製造販売し、世界的に35mm版カメラのベンチマークとしての地位を得ていたが、1954年には設計を一新した戦後型の革新作「ライカM3」を発売し、レンジファインダー型カメラの一つの完成形を示して、市場に衝撃を与えた。1950年代後期、各国のカメラメーカーは高級機・大衆機の別なく程度の差はあれどM3のメカニズムを研究、そのシステムを取り入れようとしていた。
米谷は1956年にオリンパスに入社し、1958年当時は研修を終えて間もない新人技術者であった。しかし元々が玄人はだしの写真愛好趣味が昂じてカメラ技術者となった身であり、カメラのメカニズムには精通していた。
また実家は資産家で、以前からプライベートではライカを愛用していたのである。
その事による見識が画期的な小型カメラの開発に生かされることになった。

### ハーフサイズ採用の背景
35mmフィルムを使うハーフサイズカメラのアイデアは主としてフィルム消費の経済性を狙ってそれ以前にも諸外国にいくつかの先例があったが、フィルム画面面積の狭さから画質が悪くなりがちという根本的弱点があり、広く普及してはいなかった。
1950年代のオリンパスがハーフサイズに着目したのは、まだ高価であったフィルムの節約という以外に、画面の面積が狭いだけカメラの軽量・コンパクト化に適し、1回撮影するごとの巻き上げストロークも短くて済むので手動巻き上げが基本の当時では連続速写にも向く、などいくつものメリットを考慮したものである。
開発に踏み切れた背景には、このころ市場に流通するフィルムの性能改良が進み、ハーフサイズからの引き伸ばし使用にも堪える程度の画質が得られるようになった事情があった。とはいえ、ライカのサブカメラに使える性能を求めるなら、相応に高級なレンズ設計は必須でもあった。

### 高性能とコストダウンの両立
米谷は、カメラの最重要パーツであるレンズセットに、写りを重視して、あえて高コストなテッサー型レンズを採用、しかも簡易な前玉回転ではなく全群を繰り出す構造にして使うことにした。
周囲からは米谷のレンズ性能へのこだわりぶりに「それではぜいたくすぎて採算が採れない」と批判が集中したが、米谷はハーフサイズでは引き伸ばし倍率が高くなることから妥協せず、レンズ以外の巻き上げ機構やシャッターなどには独自の工夫を盛り込んだ簡素化を徹底し、予算内で生産可能かつ機能は損なわない合理的な設計を実現した。
シャッターにもこだわった。当時#000の小型シャッターは安価なバリオ型二枚羽根のみで、5枚羽根のコンパー型やプロンター型は#00までしか存在しなかった。二枚羽根は羽根一枚が大きく高速で動かすことができないので同じシャッタースピードであっても動いている被写体を写し止められない。またシャッター速度B、1/25、1/50、1/100、1/200秒の4速で、スローシャッターが使用できなかった。米谷が思案に暮れていると、上司が「オリンパスワイドで#00シャッターを大量に購入した」という縁から、シャッターメーカーのコパル（現日本電産コパル）に行って頼んでみる旨提案した。コパルで対応した専務の前原春一と常務の池田は渋ったが、創業者で社長の笠井正人の一声で研究することとなった。完成までには時間がかかるので仕方なく初代ペンは2枚羽根シャッターを使用したが、この後コパルでは小さい#000シャッター規格に5枚羽根の複雑な機構を組み込み、しかも1年後に商品化しなければならないということで全社を挙げての大騒動になったという。
ライカM3の特徴であった、迅速巻き上げが可能になるレバー巻き上げ方式は多数の歯車が必要で、当時の大衆機では複雑かつ高コストになるため採用できず、同様の機能を安価に実現する方法が検討された。ベテラン写真家が、旧式のライカIIIfを扱う際に右手人差指の側面をノブに押し付けて引く方法で巻き上げていたことにヒントを得、ノブをもっと大きくしてカメラ背面にダイヤル状にして露出させ、ダイヤルのギザつきに親指の腹を擦り付けて巻き上げる構造が着想された。「リヤーワインディング」と称され、同様の方式は現在でもレンズ付きフィルムで見られる。
当初歯車を1枚も使わないカメラを目指していたが「リヤーワインディング」を採用するとスプロケット軸とフィルム巻き上げ軸を連結するため歯車が2枚必要になる。そこで代償のコストダウン策として、連動するフィルムカウンターを簡素化することが考えられた。フィルム巻き上げ歯車の上にそれより1歯少ない歯車を置くことで1回転するごとに確実に1歯ずれ、部品点数が少なく調整も不要で正確なフィルムカウンター機構ができ、これを特許とした。
米谷のこだわりは本来専門デザイナー任せになるカメラの外装デザインにまで及び、その行きがかりから本職のデザイナーでもない米谷自身がデザインまで自ら仕上げることになったが、撮影しやすさを重視したシンプルかつ機能的な形態となり、結果としては成功であった。
こうして完成した米谷の処女作カメラは「ペン」と名付けられた。製品名については、試作段階では「18」、「メモ」、「ミッチー」などの名称案があったが、結局桜井栄一常務の推した「ペン」に決定したという。

### 「ペン」の成功
初代ペンに始まる一連のシリーズはすべて米谷美久が主導する形で開発されたが、廉価かつコンパクトでありながら性能の良いズイコーレンズを装備して優れた撮影性能を発揮、しかもハーフサイズであるため通常の35mm判カメラの2倍の枚数が撮影できる経済性も相まって当時の大衆と専門家の双方から大歓迎され、1960年代を通じたベストセラーとなった。
ペンシリーズはカメラ技術者としての米谷の出世作となるとともに市場にオリンパスの名を広め、「ペン」はハーフサイズカメラの代名詞になった。その後、1980年代後半まで生産が続けられた。
2009年には、かつてのペンの名称とコンセプトを引き継いだ新たなペンシリーズがデジタルカメラとして発売され、ヒット商品となった。

## ペンおよびペンSシリーズ
ハーフサイズカメラの焦点距離を35mmカメラの焦点距離に換算する場合は1.44倍する。
- ペン（1959年10月発売） - Dズイコー2.8cmF3.5付。直進ヘリコイドには5、2m位置にクリックがある。最短撮影距離0.6m。シャッターはコパル製#000、2枚羽根でB、1/25-1/200秒の4速。当初は原価計算上オリンパス本体で製造することができず、三光商事という別会社を立ち上げて発売にこぎつけた。価格は目標の6,000円を達成した（ケース別）[2]。シャッターボタンが長方形で横長なのが特徴で、初期のモデルは横方向にスジが入っているが、後のものは縦方向に筋が入っている。また最初期にはファインダー窓にプラスチックが用いられたものがある。
- ペンS（1960年7月発売） -「ペン」の高級型。Dズイコー3cmF2.8付。シャッターはコパル製5枚羽根でB、1/8-1/250秒の6速。
- ペンS3.5（1965年2月発売）- 初代ペンと同じくDズイコー2.8cmF3.5付、その他は「ペンS」と同じであり米谷の当初構想とほぼ一致するモデル。

## ペンDシリーズ
ペンシリーズ最上位シリーズ。

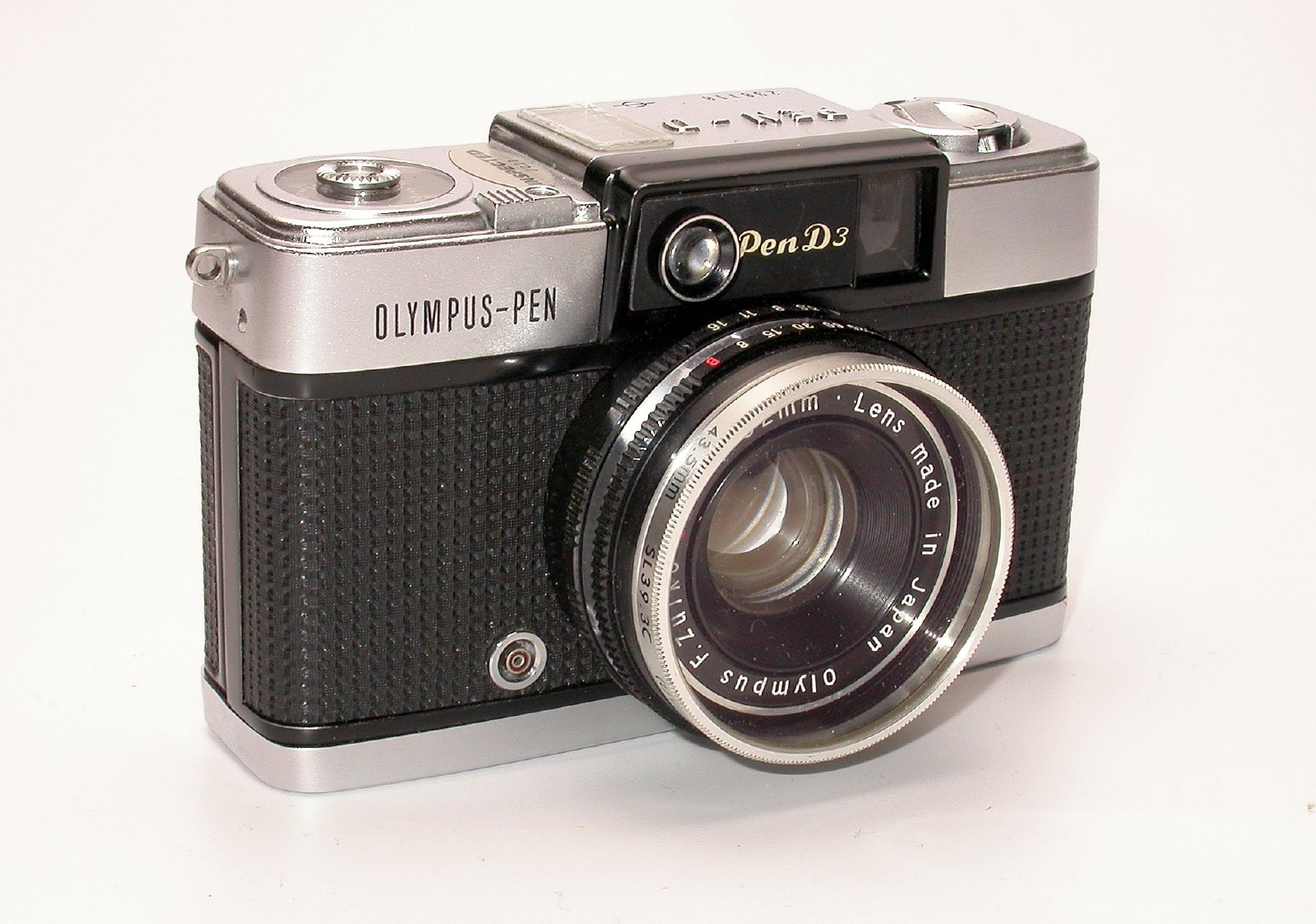
ペンD3

- ペンD（1962年6月発売） - Fズイコー3.2cmF1.9の高性能大口径レンズ、最高速1/500秒のシャッター、セレン光電池式LV値直読内蔵露出計を装備した。
- ペンD2（1964年9月発売） - Fズイコー32mmF1.9。「ペンD」の露出計の素子をCdSに変更。
- ペンD3（1965年9月発売） - Fズイコー32mmF1.7にグレードアップした。
- ペンEED（1967年3月発売） - シャッター羽根が絞りも兼用する電子式プログラムシャッター搭載。レンズは「ペンD3」のレンズとは別設計の4群6枚Fズイコー32mmF1.7。最短撮影距離0.8m。

## ペンEEシリーズ

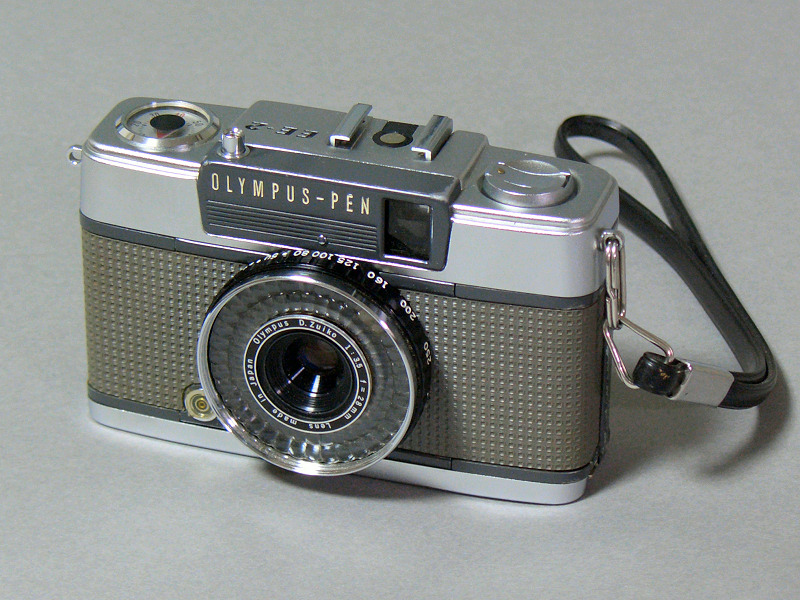
ペンEE-2

「買ったその日から、ボタンさえ押せばだれにでも写真が撮れるカメラ」というコンセプトで、固定焦点など機能を限定したシリーズ。セレン光電池の受光部カバーを、レンズ周囲にドーナツ状に配した独特の外観で知られる（このデザインは、レンズと極めて近接して同等の光量を計測でき、セレンの面積も比較的大きく採れる長所があり、派生型のEESや、1968年発売の通常型35mm版モデル「トリップ35」にも踏襲された）。初代EEからEE-3までのシリーズはマイナーチェンジを受けながら基本デザインを変えずに長期生産され、ペンの各シリーズの中でも合わせて25年に渡って生産される最多・最長生産のロングセラーとなった。
シャッターボタンを押しても、光量不足の場合はAE連動でシャッターロックが作動し撮影ミスを防ぐフェイルセーフ性が特長。このため通常のレンジファインダーカメラでありがちだった、レンズキャップを付けたままシャッターを押してしまうミスも生じない。シャッターロック時、ファインダー内には「赤ベロ」と通称される赤い警告マークが掲示される。なお、オリジナルのペン/ペンS、ペンDが独特の角型シャッターボタンを特徴としていたのに対し、EE系はレリーズのねじを切った一般的な円筒型シャッターボタンを備える。
これはEE機構を取り込むにあたり、メーター値を櫛歯式EEユニットで読み取るためには「シャッターストロークの深さ」が必要とされたための措置である。
- ペンEE（1961年7月発売） - レンズはDズイコー28mmF3.5。シャッタースピード1/60秒固定、絞りはAE。1962年5月からシャッター速度が1/30、1/250秒の2速AEとなった。1966年から巻き取り軸のスリットが増えた。
- ペンEE-2（1968年5月発売） -「ペンEE」の改良型。ホットシューが追加された。カウンターは自動復元。裏ぶたは取り外し式をやめ、より実用的な蝶番式になった。EE-2の中途からシャッター速度が1/40および1/200秒に変更となる。
- ペンEE-3（1973年5月発売） - ボディの樹脂部分および張革が「ペンEE-2」までの灰色から黒色に変更され、フラッシュ連動機構についてもガイドナンバー14（ISO/ASA100）におけるフラッシュマチック機構追加。レンズはDズイコー28mmF3.5。最後に登場した「ペンEF」の生産終了後も1986年まで継続生産され、銀塩フィルムを使用するペンシリーズの最終生産型となった。
- ペンEF（1981年4月発売） -「ペンEE-3」のスペックにガイドナンバー10の外光式オートフラッシュを一体化したモデル。オートフラッシュ一体化によりフラッシュマチック機構は廃止された。フィルムを使用するペンシリーズで最後に発売されたが生産・販売はペンEE-3の方がより遅くまで行われた。

## ペンEESシリーズ
EEの派生型。ゾーンフォーカス。
- ペンEES（1962年4月発売） - レンズは30mmF2.8となり、シャッター速度1/30、1/250秒の2速AE。3点ゾーンフォーカス。1966年から巻き取り軸のスリットが増えた。
- ペンEES-2（1968年3月発売） -「ペンEES」のフィルムカウンターを自動復元式に変更。ASA400の高感度フィルム使用可能。ホットシュー、裏蓋は蝶番式になった。

## ペン ワイド
焦点距離25mm（ライカ判換算35mm）の広角レンズを使用したモデル。
- ペンW（1964年9月発売） - Eズイコー25mmF2.8。シャッタースピードB・1/8〜1/250秒。ボディカラーは黒。基本的にボディーは「ペンS」と同じ。

## ペンEM
- ペンEM（1965年6月15日発売） - 4群6枚のFズイコー35mmF2。直進ヘリコイドには3、1.2m位置にクリックがある。最短撮影距離0.9m。電子シャッターコパルエレク#000はCdS露出計によりAE制御され30〜1/500秒まで連続可変、マニュアル露出も可能。発売当時斬新だった電気モーター式モータードライブを内蔵し自動巻上、自動巻戻。電源は単3×2本。後期型ではホットシューが装着されるようになっている。

## ペンラピッド
「ラピッドフィルム」を使用するため一般の135フィルムは使用できない。日本国内では発売されなかった。
- ペンラピッドEES（1965年発売）
- ペンラピッドEED（1966年試作）

## ペンFシリーズ
1963年より発売開始した、一眼レフカメラのシリーズ。

## デジタルカメラ・シリーズ

### 概要
新しい方向性の小型デジタル一眼システムを目標に、フィルムカメラ時代の旧ペンシリーズ同様のコンセプトで開発され、同じく『ペン』の名称が与えられシリーズの後継とされた。2009年7月3日に、第一弾としてPEN E-P1が発売された。
同シリーズの機種は、レンズ交換式のミラーレス一眼カメラである。マイクロフォーサーズシステム規格を採用し、交換レンズ群としてM.ズイコーデジタルレンズシリーズを展開している。同社は同タイプのカメラをマイクロ一眼カメラと呼称している。

### PEN Lite
ペンの派生シリーズ。2010年3月5日に第一弾としてPEN Lite E-PL1が発売された。
ユーザーインターフェイスがカメラ初心者向けに簡略化され、機能を一部省略する代わりに、ボディの小型化と低価格化を実現したモデル。単なる簡素化ではなく、E-P1/P2には無かったフラッシュや可動式液晶ディスプレイが搭載されるなど機能の差別化も図られている。
一眼レフカメラの使用を躊躇していたコンパクトデジタルカメラユーザーをターゲットとし、新規顧客の獲得を狙った。女性をターゲットにした商品デザインと広告展開を継続しており、いわゆる「カメラ女子」の増加に大きく貢献している。

### ペン ミニ
ペンの派生シリーズ。
上記PEN Liteのコンセプトを推し進めた機能簡略版ともいえるもので、より初心者向けのユーザーインターフェイスを搭載したモデル。ボタン数や機能の削減により、ボディの更なる小型化や低価格化が図られている。

### ラインナップ
PEN
- PEN E-P1
- PEN E-P2
- PEN E-P3
- PEN E-P5
- PEN-F
- OLYMPUS PEN E-P7 - OMデジタルソリューションズから発売

PEN Lite
- PEN Lite E-PL1
- PEN Lite E-PL1s
- PEN Lite E-PL2
- PEN Lite E-PL3
- PEN Lite E-PL5
- PEN Lite E-PL6
- PEN Lite E-PL7
- PEN E-PL8
- PEN E-PL9
- PEN E-PL10

ペン ミニ
- PEN mini E-PM1
- PEN mini E-PM2